# Linha 5 do Metropolitano de São Paulo
Inaugurada em 2002, a Linha 5–Lilás do Metrô de São Paulo soma aproximadamente 20,0 quilômetros de extensão e conecta as estações Capão Redondo, na região Sudoeste, e Chácara Klabin, limítrofe ao Centro Expandido da cidade. Ainda que houvesse conexão com a Linha 9-Esmeralda da Rede de Trens Metropolitanos, a linha permaneceu mais de 15 anos desconectada do resto da rede metroviária convencional.
Com a promessa de conectá-la às demais linhas de metrô da cidade, o governo de Geraldo Alckmin iniciou as tratativas para expansão até a Chácara Klabin em 2009, com a assinatura dos contratos de construção em 2010. Inicialmente prevista para 2014, as integrações com a Linha 1–Azul, na Estação Santa Cruz, e com a Linha 2–Verde, na Estação Chácara Klabin, na extremidade final do novo percurso, foram adiadas primeiramente para 2015 e posteriormente para 2016, para 2017 e então para 2018. A entrega definitiva com todas estações só ocorreu em 2019, com a Estação Campo Belo sendo a última entregue.
Durante as obras de expansão, inúmeras promessas não cumpridas de conclusão das obras foram feitas: em visita às obras da Estação Brooklin, Geraldo Alckmin afirmou que todas as estações da Linha 5 seriam entregues até o final de 2017, exceto a estação Campo Belo, que seria entregue em 2018 e se integraria com a Linha 17–Ouro a partir do segundo semestre de 2019. No entanto, em novembro de 2017, um novo atraso foi anunciado, prorrogando novamente o prazo de entrega da linha para o primeiro semestre de 2018 e da Estação Campo Belo para o final daquele ano. Em junho de 2018, o Metrô anunciou para o mês subsequente a inauguração das últimas quatro estações, exceto Campo Belo. Assim, em 28 de setembro de 2018, foram inauguradas as estações Hospital São Paulo, Chácara Klabin e Santa Cruz, conectando a linha ao restante da rede do Metrô.
Apenas em 8 de abril de 2019 a estação Campo Belo, última a ser entregue, foi inaugurada, concluindo as obras no ramal.
Ainda em 2015, o Governo do Estado começou o estudo de concessão da linha para a iniciativa privada, concretizado anos depois: no dia 4 de agosto de 2018 ela passou a ser administrada pela empresa ViaMobilidade, empresa controlada pelos grupos CCR (atual Motiva) e RUASinvest, que venceu em janeiro daquele ano a licitação para operar a linha pelos próximos vinte. A linha é a segunda do metrô de São Paulo a ser operada pela iniciativa privada.

## História

### Antecedentes

#### Linha Campo Limpo - Santo Amaro (Fepasa)

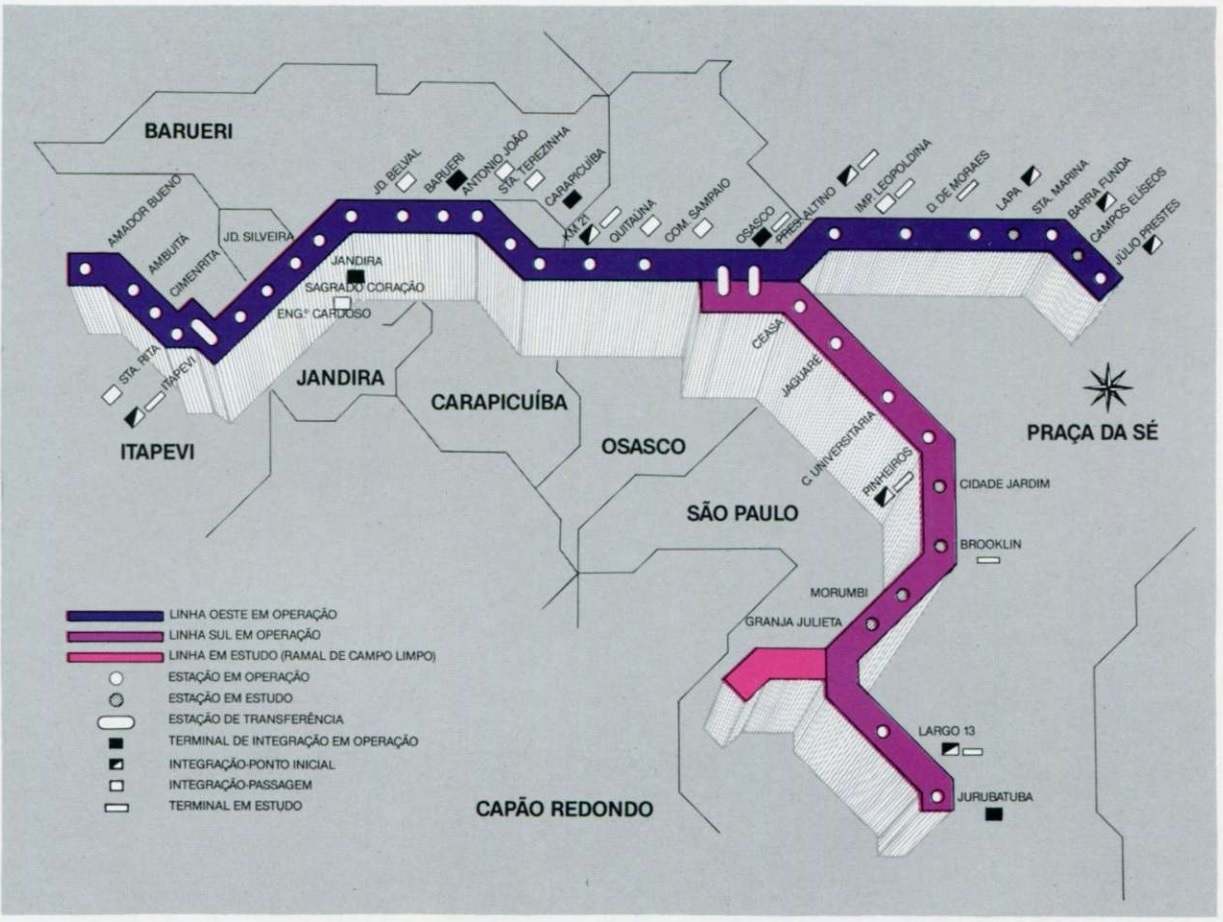
Mapa das Linhas do Trem Metropolitano da Fepasa, 1987, onde aparece pela primeira vez o projeto da Linha Campo Limpo-Santo Amaro

Durante a gestão de Mário Covas na prefeitura de São Paulo (1983-1985), foi desenvolvido um pequeno plano diretor para o distrito do Campo Limpo. O plano identificou um alto crescimento populacional do distrito e, ao mesmo tempo, a quase inexistência de transporte público na região. Considerando que a Linha Sul da Fepasa se encontrava ociosa, os técnicos da prefeitura de São Paulo elaboraram um pequeno ramal ligando Campo Limpo a Linha Sul, na região da Ponte João Dias.
| “ | ...Vimos então uma oportunidade excelente de propormos um ramal de transporte leve sobre trilho, ligando algum ponto junto à Ponte João Dias, ao longo da Estrada de Itapecerica, entre a estrada e o córrego da Curva do S, que hoje está canalizado. A nossa proposta foi a seguinte: drenar todos os passageiros da região de Campo Limpo e Estrada de Itapecerica, até a linha ferroviária ao longo da Marginal Pinheiros... | ” |
| — Oliver Hossepian Sales de Lima, presidente da CPTM (1998-2002) em entrevista a Revista Engenharia, julho/setembro de 1999 | |   |

Em 1987 a Fepasa incorporou o estudo da prefeitura de São Paulo e realizou novos estudos para a construção de uma linha de trem entre a região do Campo Limpo e de Santo Amaro, sobre o Córrego do S e parte da Estrada de Itapecerica, até o centro de Santo Amaro.
O projeto previa a construção de uma ferrovia de 9,4 quilômetros de extensão (sendo seis quilômetros em elevado e 3,4 em túnel) e seis estações: Capão Redondo, Campo Limpo, [Estação Giovanni Gronchi|Giovanni Gronchi]], João Dias (integrada à Linha Sul da Fepasa), Floriano Peixoto e Adolfo Pinheiro. O traçado seria iniciado na Estação Capão Redondo, por meio de um elevado sobre o Córrego do S, passando por um trecho de mil metros em túnel sob a Estrada de Itapecerica, para ressurgir em elevado a oeste da Estação Giovanni Gronchi, seguindo em elevado sobre o Rio Pinheiros, para mergulhar novamente em um túnel de 2,4 mil metros até a Estação Adolfo Pinheiro. As estações Capão Redondo, Campo Limpo, Giovanni Gronchi e João Dias seriam elevadas enquanto que as estações Floriano Peixoto e Adolfo Pinheiro seriam construídas no subterrâneo. A Linha Campo Limpo - Santo Amaro iria utilizar o pátio de Presidente Altino, por meio da construção de uma alça de ligação de mil metros entre a nova linha e a Linha Sul da Fepasa, na altura da Estação João Dias. A previsão de demanda era de 320 mil passageiros por dia.
Estimado em 340 milhões de dólares em 1992, o projeto não encontrou recursos no orçamento, obrigando o governo do estado a buscar financiamento no BIRD. A situação fiscal do estado - já endividado com diversos bancos de fomento - aliada à crise da Fepasa, à intervenção no Banespa e a um projeto paralelo feito pela Cia. do Metropolitano impediram sua execução. Esse traçado, no entanto, acabou incorporado em 1994 ao projeto da Cia. do Metropolitano e apresentado em 1995 no Programa Integrado de Transportes Urbanos (PITU).

#### Linha Santo Amaro do Metrô de São Paulo (1968 - 1990)

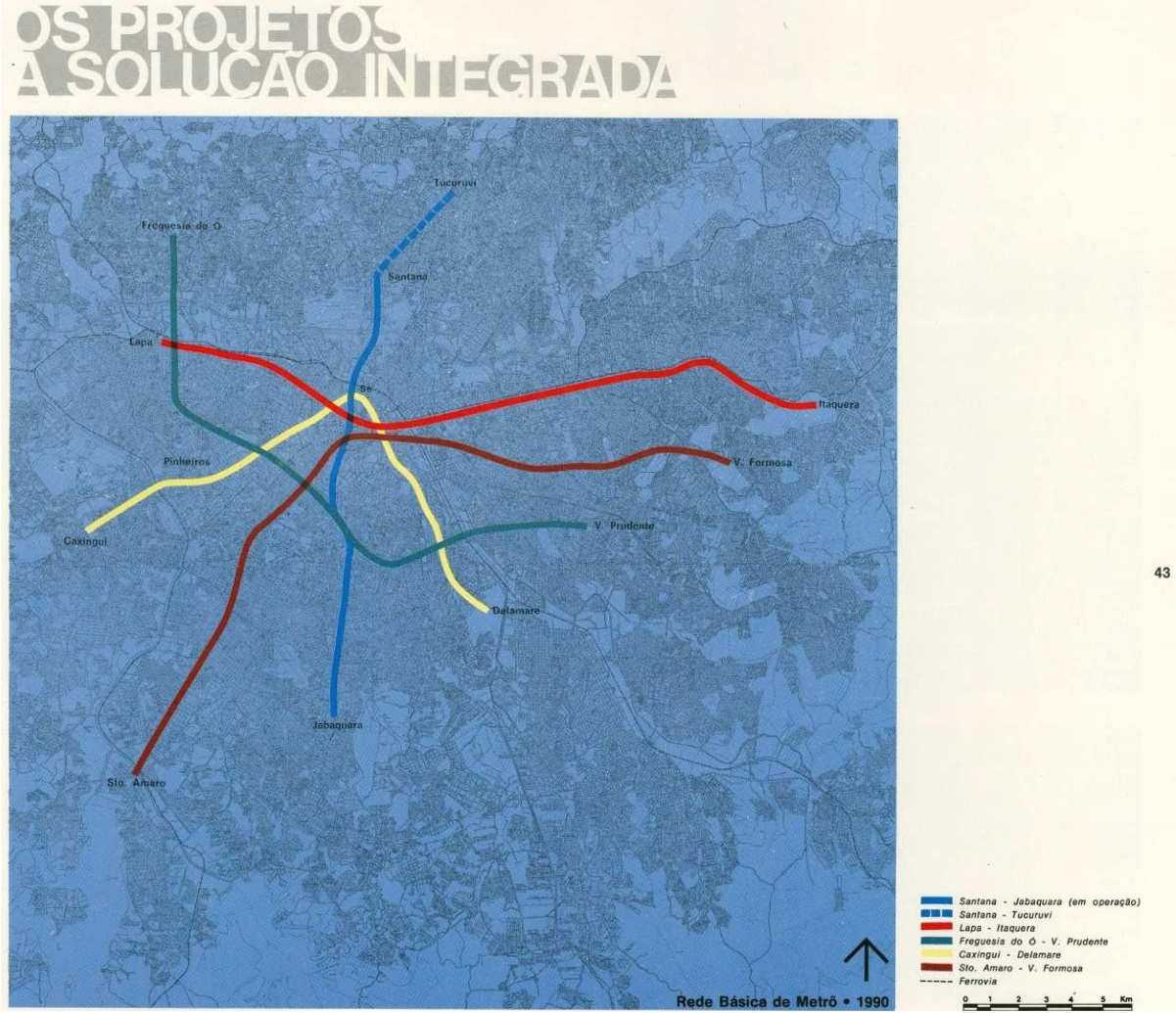
Rede básica do metrô para 1990, apresentada em 1975, incluindo a Linha Santo Amaro–Vila Formosa

O primeiro projeto da Cia. do Metropolitano de uma linha ligando Santo Amaro ao Centro de São Paulo surgiu em 1968, dentro do projeto do consórcio HMD, através de uma linha Santo Amaro – Centro.
"...Assim sendo, como primeira medida de ampliação [da rede do metrô], propõe-se a construção dessa linha. Futuramente, seu início será ao sul de Santo Amaro, em Socorro, junto ao rio Pinheiros.
Após percorrer o centro de Santo Amaro em nível subterrâneo, seguirá o traçado do bonde e bifurcará à altura da Av. Traição, em direção à Moema e à Av. Santo Amaro — Av. Brigadeiro Luiz Antônio..."— Trecho do Capítulo 21.4. Possibilidades de desenvolvimento futuro da rede do metrô do livro Sistema Integrado de Transporte Rápido Coletivo da Cidade de São Paulo - Volume II, p.115-116
Em 1975, durante a primeira atualização do projeto, foi ampliada até Vila Formosa. Apesar desses projetos, nenhum detalhamento dessa linha foi realizado até 1990, quando, então, a proposta da linha Santo Amaro foi apresentada oficialmente, em 20 de junho, com três opções de trajeto: saindo das estações Paraíso, Saúde ou São Judas, embora nenhum dos três tenha sido o trajetos  que foi, de fato, construído. Vale ressaltar que nessa proposta previa-se que boa parte da linha seria construída em superfície.

### Linha atual (1994)

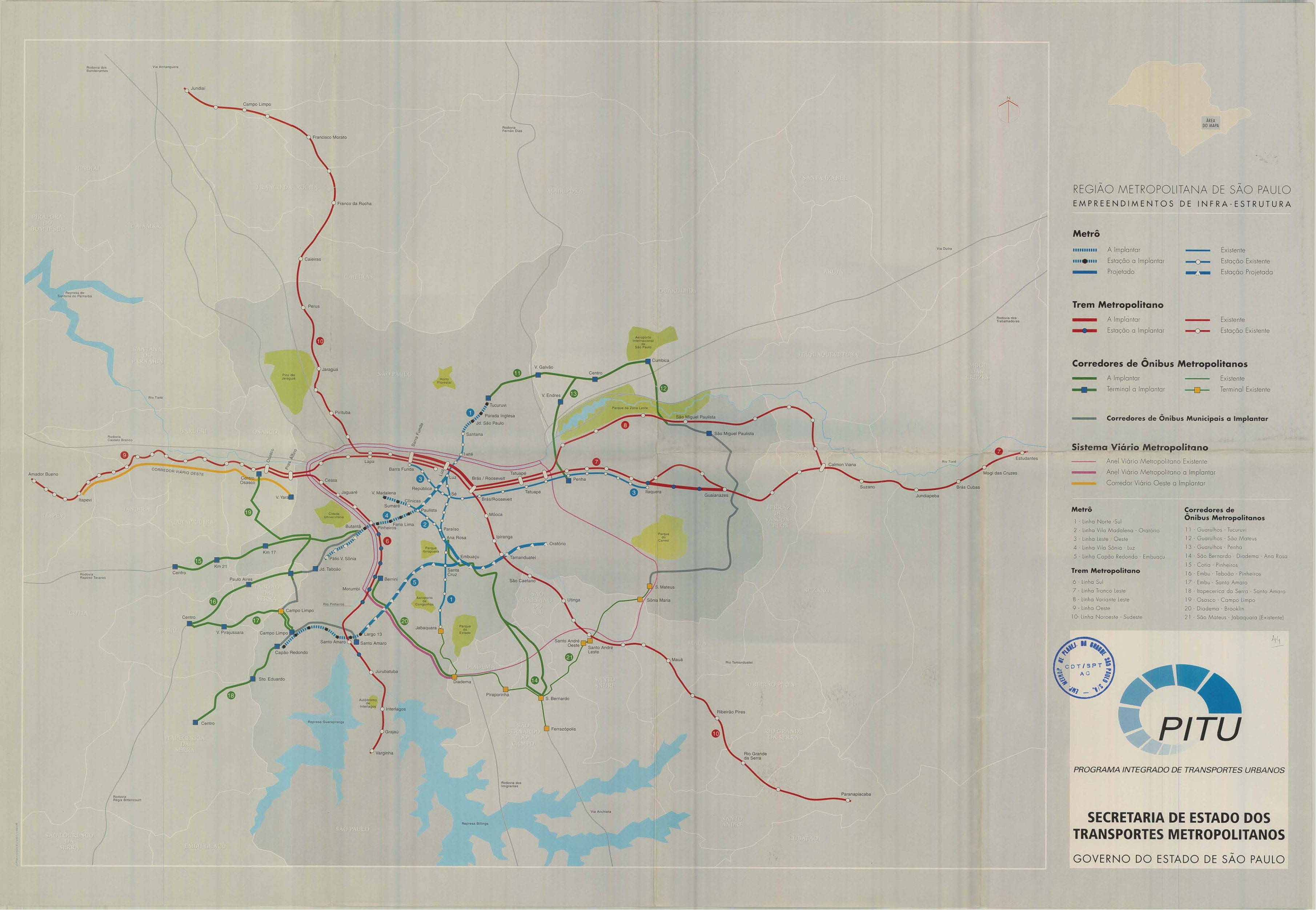
Mapa do transporte metropolitano de São Paulo, 1995. Nesse momento, a Linha 5 tomou a forma atual, ligando Capão Redondo a Embuaçu (Chácara Klabin)

Em 1994, a Cia. do Metropolitano incorporou oficialmente o projeto da Linha Campo Limpo - Santo Amaro feito pela Fepasa e apresentou o traçado atualmente implantado, o qual liga os bairros do Capão Redondo e da Chácara Klabin, e possui 20,9 quilômetros, com dezesseis estações: Capão Redondo, Campo Limpo, Vila das Belezas, Giovanni Gronchi, Santo Amaro, Largo Treze, Granja Julieta,  Borba Gato, Brooklin, Campo Belo, Ibirapuera, Moema, Servidor, Vila Clementino, Santa Cruz e Chácara Klabin. Por consequência do alto endividamento da Cia. do Metropolitano, o governo de Mário Covas resolveu utilizar a recém-criada Companhia Paulista de Trens Metropolitanos (CPTM) para obter empréstimos junto aos bancos de fomento para retomar os projetos do metrô. O Banco Interamericano de Desenvolvimento (BID) aceitou financiar a Linha 5, condicionando o financiamento ao início das obras pela frente no Capão Redondo, visando fomentar o desenvolvimento econômico e social dessa região carente da cidade.
As obras foram, então, divididas em duas fases: Capão Redondo–Largo Treze e Largo Treze–Chácara Klabin.

## Construção

### Fase 1: Capão Redondo - Largo Treze (1998 - 2002)
As obras do trecho Capão Redondo–Largo Treze foram iniciadas em 1998 após a desapropriação de diversas áreas, com o reassentamento de 648 famílias pela Companhia de Desenvolvimento Habitacional e Urbano do Estado de São Paulo para o conjunto habitacional São Luís II.
| Linha 5 — Fase 1          | Linha 5 — Fase 1                                       | Linha 5 — Fase 1 | Linha 5 — Fase 1    | Linha 5 — Fase 1                                      | Linha 5 — Fase 1                                                  |
| Trecho                    | Extensão                                               | Estações         | Terminais de ônibus | Demais instalações                                    | Construção                                                        |
| ------------------------- | ------------------------------------------------------ | ---------------- | ------------------- | ----------------------------------------------------- | ----------------------------------------------------------------- |
| Capão Redondo–Largo Treze | 9,4 km 7 km elevado 1,6 km em superfície 0,8 km túneis | 6                | 5                   | Pátio Capão Redondo e Subestação Elétrica Guido Calói | Andrade Gutierrez Camargo Corrêa Constran CBPO OAS Queiroz Galvão |

Por questões jurídicas e de financiamento, geridos pela recém instituída CPTM, a linha era denominada "Linha G", em consonância com o padrão das outras linhas de Trens Metropolitanos. Pouco antes do término das obras, em 2001, o Governo do Estado de São Paulo transferiu a operação da linha para a Companhia do Metropolitano de São Paulo, e no processo adequando seu nome ao padrão de linhas geridas pela estatal, passando a se chamar "Linha 5-Lilás". O trecho inicial de 8,4 quilômetros de extensão foi entregue à população em 20 de outubro de 2002, operando das 10 às 15 horas em período de testes. Nesse dia, aproximadamente 3,8 mil passageiros utilizaram a linha, e, na primeira semana de operação, cerca de dezoito mil pessoas já haviam embarcado na nova linha. O recorde de demanda no seu trecho inicial foi obtido no dia 7 de maio de 2008, com 149.469 passageiros transportados.
| Divisão por trecho de serviço | Divisão por trecho de serviço |
| Trecho                        | Construtora(s)                |
| ----------------------------- | ----------------------------- |
| Capão Redondo                 | Andrade Gutierrez             |
| Campo Limpo                   | Constran e Camargo Corrêa     |
| Vila das Belezas              | Camargo Corrêa                |
| Giovanni Gronchi              | CBPO                          |
| Santo Amaro                   | OAS                           |
| Largo Treze                   | Queiroz Galvão                |

### Fase 2: Largo Treze - Chácara Klabin (2008 - 2019)
Durante o fim do governo de José Serra, o então prefeito Gilberto Kassab reintroduziu a Prefeitura do Municipio no financiamento do transporte público sobre trilhos paulistas e em 13 de março de 2008, anunciou o investimento de 200 milhões de reais para a construção do trecho entre as estações Largo Treze e Água Espraiada, com entrega gradual das estações entre 2010 e 2011. O trecho ligando o Campo Belo até as conexões com a malha metroviária existente nas estações Santa Cruz e Chácara Klabin deveria ter sido entregue até 2013. O prazo foi primeiramente postergado para 2014, e posteriormente para 2015, 2016, 2017, 2018 e finalmente 2019. A linha atravessa toda a Zona Centro-Sul, cobrindo as regiões de Santo Amaro, Largo Treze, Borba Gato, Brooklin e Moema, além de atender as proximidades do Aeroporto de Congonhas e do Parque Ibirapuera. O projeto previa a implantação de portas nas plataformas que se abrem juntamente com as dos trens, assim como na Linha 4–Amarela, o qual só foi completo em março de 2022 com a operação em caráter definitivo do maquinário na estação Santo Amaro, a última a recebê-lo.
As obras de extensão deveriam ter começado no início de 2009, mas isso só ocorreu em agosto daquele ano, o que comprometeu o recebimento de cerca de 80% do investimento previsto para a linha, de 1,3 bilhão de reais. O metrô esperava construir a Estação Adolfo Pinheiro até 2010, mas o governador José Serra disse, em agosto de 2009, que a nova previsão seria 2011. No mês seguinte, a previsão já era para o segundo semestre de 2012, mas em abril falava-se novamente em 2011, junto com a Estação Campo Belo. O prolongamento até o encontro com as linhas 1 e 2 estava previsto para 2013, mas em outubro de 2010 já se trabalhava com a estimativa de conclusão das obras apenas em 2014, prazo que acabaria protelado sucessivamente.

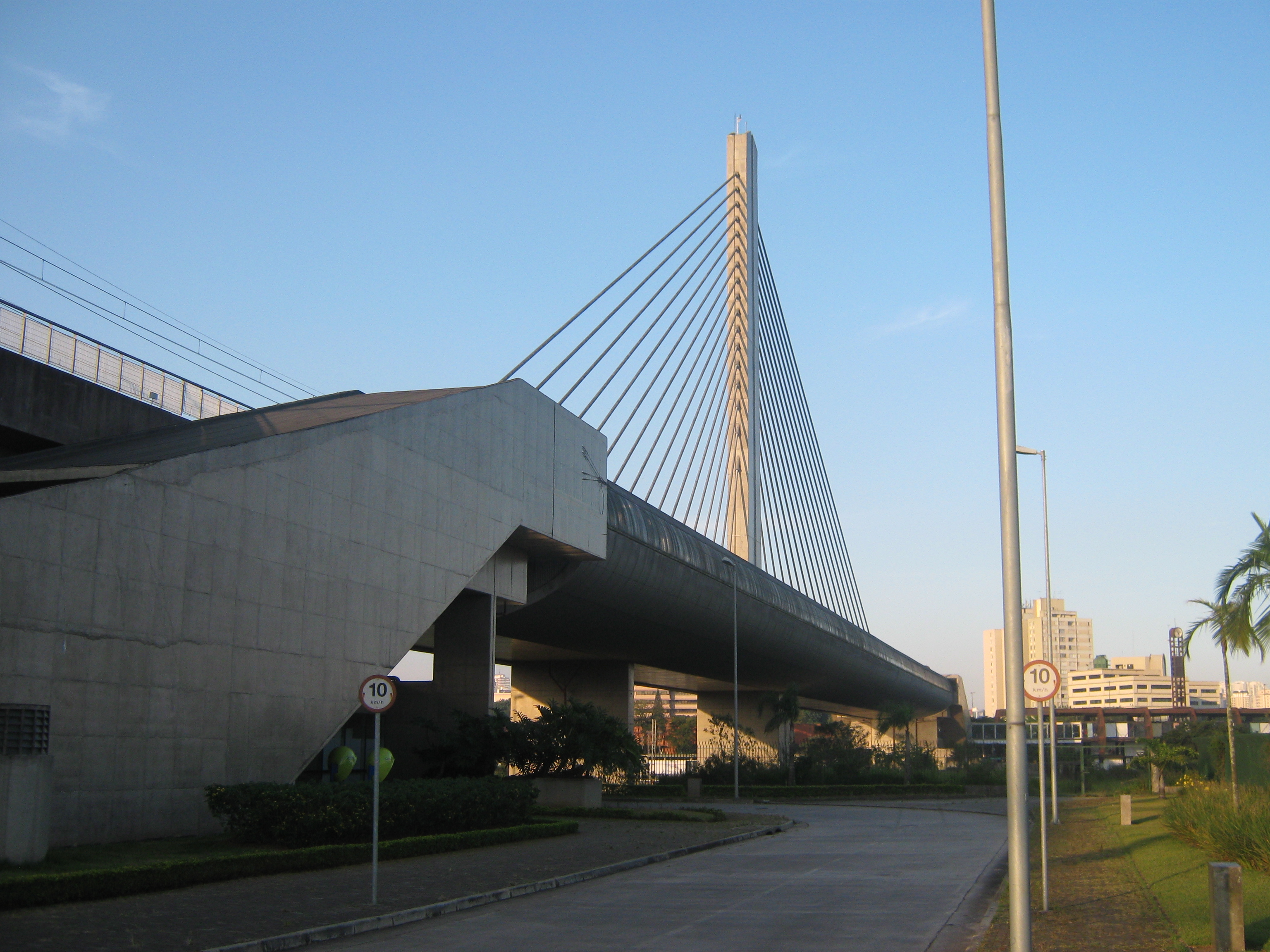
Arquitetura da Estação Santo Amaro

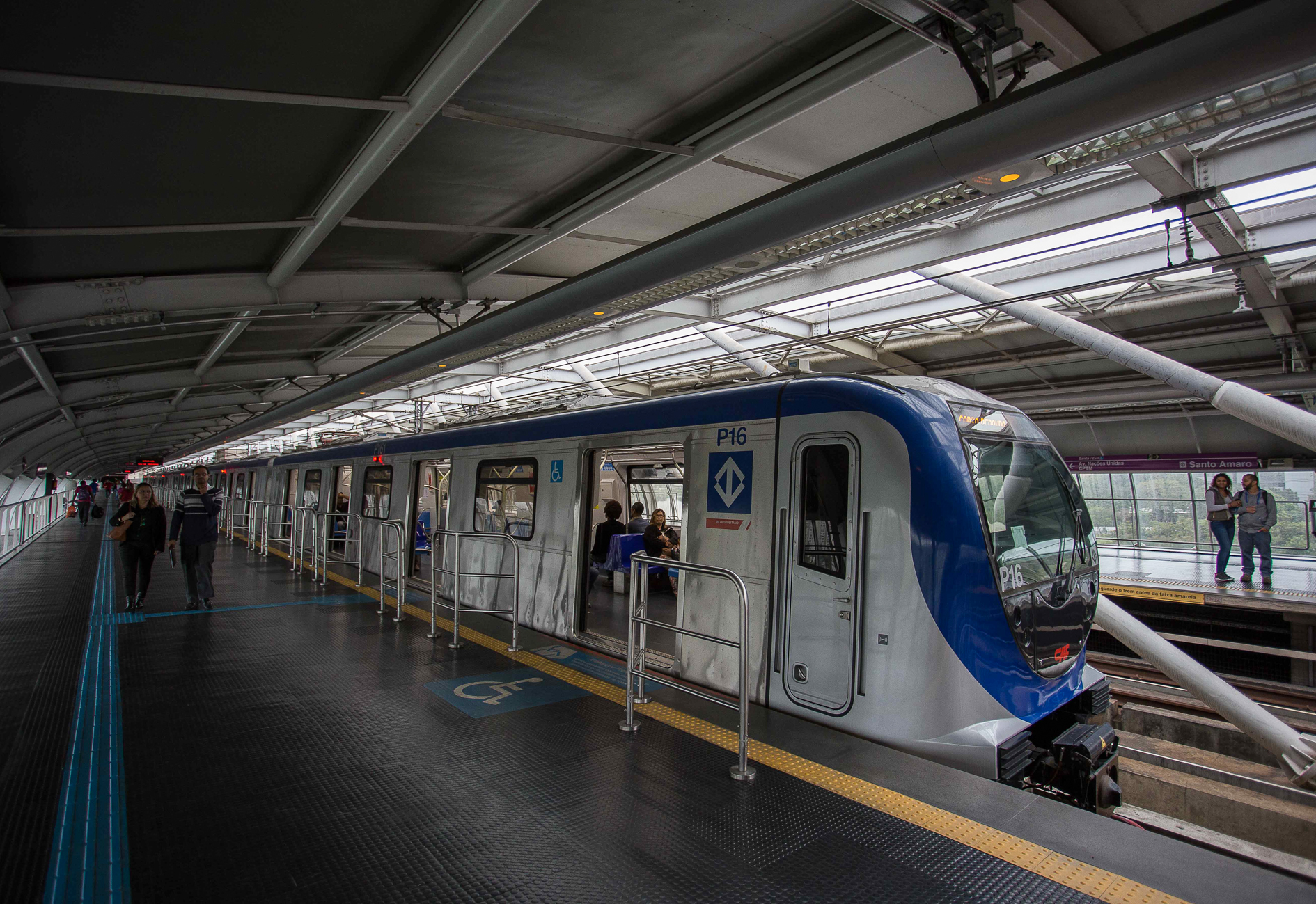
Novos trens da linha 5-Lilás

A construção do trecho totalmente subterrâneo teve início em 17 de agosto de 2009, na altura do número 384 da Avenida Adolfo Pinheiro. A preocupação dos moradores era com a instabilidade do terreno pantanoso por onde a linha iria passar, mas o Metrô garantiu que foram feitos estudos detalhados sobre as desapropriações e que haveria um monitoramento diário da estrutura das casas. Até o final das obras, a previsão era de que seriam necessárias 360 desapropriações, e havia 130 processos na Justiça contra o valor oferecido pelo Metrô. A demora nas desapropriações foi um dos principais motivos pelo atraso no início das obras de extensão da linha.
Durante as escavações da obra em Santo Amaro, foram encontrados pelo menos dois mil itens domésticos datados dos séculos XVIII e XIX, o que arqueólogos diziam ser um "tesouro arqueológico" que poderia "ajudar a montar um retrato mais fiel do comportamento social e de como se vivia em São Paulo naquela época". No mesmo canteiro de obras também foram encontrados trilhos do bonde que ligava Santo Amaro à Sé, enterrados a cerca de vinte centímetros do asfalto, junto aos antigos paralelepípedos da rua.
A empresa ainda comprometeu-se a entregar reformada a Galeria Comercial Borba Gato, que teria parte de suas lojas desapropriada depois que a estação ao lado fosse entregue, porém ainda durante as obras, em janeiro de 2010, os comerciantes já acusavam a companhia de não cumprir a promessa de ligar a galeria a um prédio vizinho, para onde alguns lojistas foram transferidos durante o período das obras. Apesar de os lojistas alegarem sofrer prejuízos diários, o Metrô negou que tivesse feito tal promessa e que a possibilidade fora apenas "aventada". Mesmo assim, a Companhia entregou a Galeria Borba Gato reformada em 2017.

Em 22 de março de 2010, um erro ocorrido durante as obras na esquina da Avenida Adolfo Pinheiro com a Rua Isabel Schmidt causou o rompimento de cabos de fibra ótica da Telefônica, afetando cerca de três mil clientes da empresa - dentre eles o Detran -, que ficaram sem serviços de transmissão de voz e dados por pelo menos três dias. O Metrô alegou que os dados enviados pela Telefônica sobre a localização estavam incorretos, enquanto a Telefônica acusou o Metrô de ineficácia em sua sondagem. Em abril de 2010, um imóvel na Avenida Santo Amaro, próximo à esquina com a Avenida Roque Petroni Júnior, não chegou a causar problemas para o andamento da obra, mas causou aos moradores da região, pois o casarão onde funcionava uma casa noturna tinha sido desapropriado pelo Metrô, mas ainda não tinha sido demolido. Com isso, cerca de vinte pessoas invadiram a casa para usá-la como moradia e como local para consumo de drogas. Segundo moradores, algumas dessas pessoas seriam responsáveis por barulhos durante a madrugada e assaltos nas proximidades. O Metrô, por sua vez, disse fazer rondas periódicas no local, mas já no dia da publicação da denúncia dos moradores da região no Jornal da Tarde a empresa solicitou ajuda da Polícia Militar para remover as pessoas que ocupavam o casarão e emitiu nota em que informava ter colocado dois seguranças no local "em caráter permanente", mas um dia depois deu início aos trabalhos de demolição.

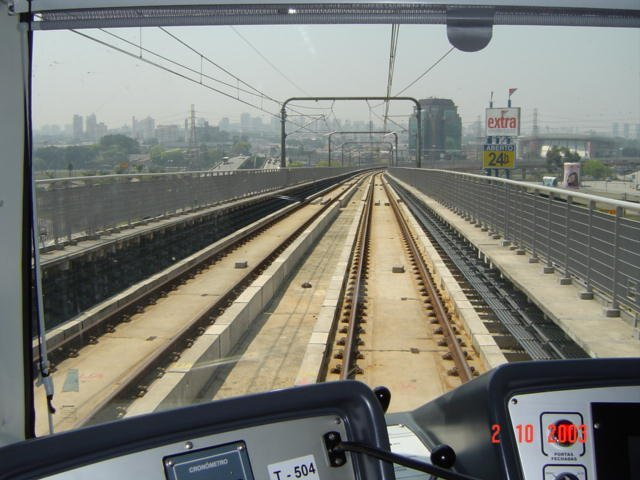
Trecho entre as estações Giovanni Gronchi e Santo Amaro. A bordo do Frota F do Metrô de São Paulo

Entre março e abril de 2010, foram anunciados dois empréstimos do Banco Interamericano de Desenvolvimento (BID), no valor total de mais de um bilhão de dólares, para aquisição de 26 novos trens e do novo sistema de sinalização da linha, para diminuir o tempo de espera nas estações. Em julho, foi liberado empréstimo de 766 milhões de reais pelo BNDES. Previa-se que o custo total da ampliação da linha seria de seis bilhões de reais. Com um ano de atraso, a ordem de serviço para o início da construção do trecho até a Chácara Klabin foi assinada em 20 de outubro de 2010, com previsão do início das obras para até o fim de novembro. Alguns dos motivos que causaram o atraso foram uma ação civil pública aberta pelo Ministério Público Estadual em 2009 e contestações apresentadas ao Tribunal de Contas Estadual, apresentadas por empreiteiras que queriam participar da concorrência pública. Àquela altura, cerca de 60% dos 360 imóveis previstos para ser desapropriados já tinham sido desocupados.
Entretanto, a licitação foi suspensa no final de 2010, após suspeita de conluio de empresas e com 180 imóveis vagos dentre os 290 originalmente desapropriados pelo estado. Isso ocasionou vários pontos de degradação na região do ao longo das avenidas Ibirapuera e Santo Amaro, com imóveis e terrenos servindo de depósito irregular de lixo, além de reclamações de vizinhos sobre moradores de rua que invadiram muitos dos locais abandonados. O Metrô garantia, em janeiro de 2011, que tinha "uma preocupação imensa com esses imóveis" e que haveria demolições em breve, mas enquanto isso haveria vigilância 24 horas nos endereços desapropriados. Segundo relatório da Corregedoria Geral da Administração do Estado de São Paulo, elaborado pouco depois da suspensão da licitação, não se identificou irregularidade na conduta de agentes públicos, mas, sim, entre as empresas que participaram da licitação para a extensão da Linha 5, o que conotaria fraude ao caráter competitivo da licitação. A defesa dos vencedores da licitação ainda não foi feita, mas reportagem do Jornal da Tarde em 31 de janeiro dava como mais provável a realização de novo processo de licitação. Esse novo atraso fez o presidente do Metrô, Sérgio Avelleda, empossado naquele mês de janeiro, avisar que inaugurar a linha inteira até 2014 seria "impossível".

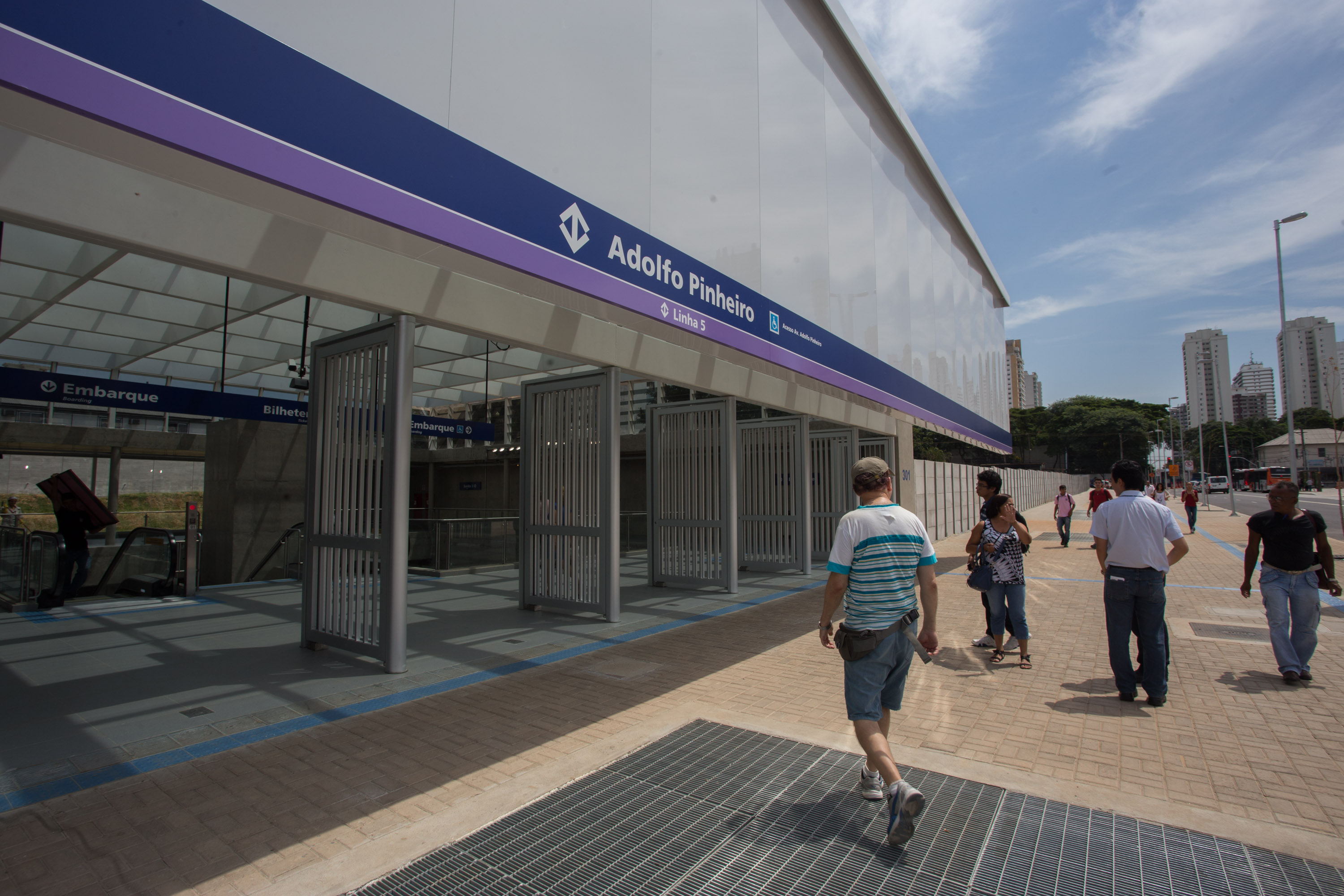
Uma das entradas da estação Adolfo Pinheiro

Ele anunciou na Rádio Bandeirantes, em 19 de maio de 2011, em entrevista ao jornalista Milton Parron, no programa Ciranda da Cidade, a retomada das obras de expansão da linha, já que não teriam sido comprovadas suspeitas de fraude na licitação.
| Linha 5 - Trecho Adolfo Pinheiro - Chácara Klabin           | Linha 5 - Trecho Adolfo Pinheiro - Chácara Klabin | Linha 5 - Trecho Adolfo Pinheiro - Chácara Klabin | Linha 5 - Trecho Adolfo Pinheiro - Chácara Klabin |
| Lote/contrato                                               | Trecho                                            | Empresas                                          | Custo previsto (out/2010)                         |
| ----------------------------------------------------------- | ------------------------------------------------- | ------------------------------------------------- | ------------------------------------------------- |
| 1 / - 4142821202                                            | Poço Largo Treze - VCA                            | Construcap e Constram                             | R$ 187.795.503,02                                 |
| 2 / - 4142821202                                            | VCA - Borba Gato                                  | Galvão Engenharia e Serveng-Civislan              | R$ 386.600.044,87                                 |
| 3 / - 4142821203                                            | Borba Gato - Água Espraiada                       | Andrade Gutierrez e Camargo Corrêa                | R$ 1.119.779.927,27                               |
| 4 / - 4142821204                                            | Água Espraiada - Poço Bandeirantes                | Mendes Junior                                     | R$ 225.799.982,35                                 |
| 5 / - 4142821205                                            | Poço Bandeirantes - Moema                         | Heleno & Fonsenca e Triunfo-IESA                  | R$ 400.314.357,36                                 |
| 6 / - 4142821206                                            | Moema - Vila Clementino                           | Carioca Christiani Nielsen Engenharia e Cetenco   | R$ 458.497.957,72                                 |
| 7 / - 4142821207                                            | Vila Clementino - Poço Dionísio da Costa          | Odebrecht, OAS e Queiroz Galvão                   | R$ 1.159.194.821,55                               |
| 8 / - 4142821208                                            | Pátio Guido Calói                                 | C.R. Almeida e Consbem                            | R$ 297.153.592,95                                 |
| Total                                                       | Total                                             | Total                                             | R$ 4.235.136.187,09                               |
| Fontes: Companhia do Metropolitano de São Paulo 2009 e 2010 |                                                   |                                                   |                                                   |

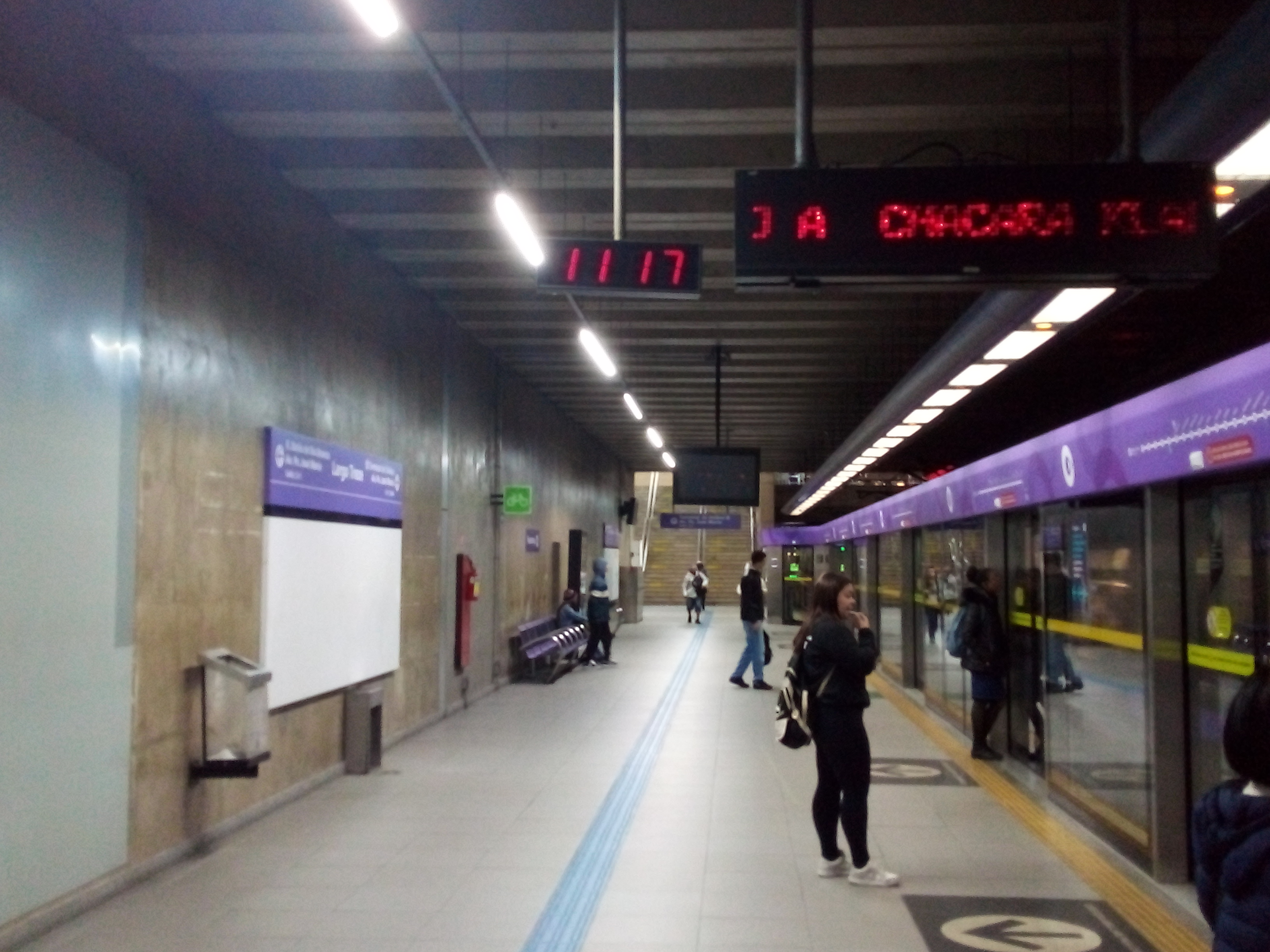
Estação subterrânea Largo Treze

O governo paulista estava trabalhando com o final de 2013 como prazo de entrega da Estação Adolfo Pinheiro, porém, em julho daquele ano, foi anunciado o adiamento da previsão para 25 de janeiro de 2014. Segundo o secretário dos Transportes, Jurandir Fernandes, a estação já estaria funcionando, para testes, no final de novembro, mas eles preferiram fazer um "marco de abertura oficial", marcando para o aniversário da cidade. Assim, o governo pretendia inaugurar 23 estações, de quatro linhas, ao longo de 2014 (um ano eleitoral), o maior total da história.
Em março de 2015, foi anunciado que o prazo de inauguração do trecho entre as estações Alto da Boa Vista e Chácara Klabin estava adiado para 2017, com a Estação Campo Belo, uma parada de integração com a Linha 17–Ouro, ficando para 2019.

### Expansão da linha: Capão Redondo–Jardim Ângela

#### Proposta de Marta Suplicy (2008)
Nenhum projeto da Linha 5 previa sua expansão além da Estação Capão Redondo. No entanto, a primeira promessa de expansão do metrô além do Capão Redondo foi feita por Marta Suplicy durante a campanha eleitoral da eleição de 2008 para a prefeitura. Marta propunha a expansão da Linha 5 até M'Boi Mirim, com auxílio federal. Mais tarde, ela admitiu que o projeto dependia da aprovação do governo do estado, comandado por José Serra. A resposta do governo do estado foi desacreditar a proposta, com a divulgação de uma análise técnica do plano de Marta (único analisado pela empresa do estado) divulgado pela Companhia do Metropolitano de São Paulo em seu site.
"É um risco num mapa, que não leva em consideração nenhum tipo de estudo."— José Luís Portella, secretário de transportes metropolitano do estado de São Paulo, sobre a proposta de Marta Suplicy para o Metrô.
A análise da Companhia do Metropolitano foi considerada propaganda política pelo Ministério Público, que ingressou na Justiça Eleitoral pedindo a retirada da análise técnica do site da empresa pública.

#### Estudo da JICA (2010)
Apesar da derrota de Marta Suplicy na eleição de 2008, o prefeito eleito Gilberto Kassab deu continuidade ao projeto e assinou um contrato de cooperação técnica com a Agência de Cooperação Internacional do Japão (JICA) em 2009. Os estudos do projeto de ampliação da Linha 5 até o Terminal Jardim Ângela, elaborados pela JICA, mostraram que não havia demanda suficiente na região para a implantação de um sistema de transportes de alta capacidade como o metrô. Os estudos apresentaram demandas entre, no pior cenário, onze mil, e no melhor cenário, vinte mil passageiros por hora/sentido em horário de pico, num horizonte de trinta anos. Foi sugerida, portanto, a implantação de um modal de média capacidade, como um VLT ou um monotrilho no trecho.
O projeto da rede de monotrilhos incluía a linha Jardim Ângela-Capão Redondo e estava prestes a ser iniciado, quando foi engavetado, em março de 2013, pelo prefeito seguinte, Fernando Haddad, que defendia a mera ampliação dos corredores de ônibus da região como solução para a mobilidade.
"Não vamos fazer, e o governo do estado também não."— Jilmar Tatto, secretário municipal de transportes de São Paulo, sobre a rede de monotrilhos projetada pela JICA para a SPTrans.
A JICA e as empresas privadas interessadas em uma parceria público-privada procuraram o governo do estado, porém o pedido de parceria foi arquivado em 3 de setembro de 2015, na ata da 68.ª reunião ordinária do Conselho Gestor do Programa Estadual de Parceria Público Privada.

#### Metrô de São Paulo (2011 - 2018)
Menos de três anos após sentenciar a inviabilidade da proposta, a Companhia do Metropolitano anunciou o início dos estudos de ampliação do Metrô entre Capão Redondo e Jardim Ângela. Este novo trecho previa 4,5 quilômetros de extensão e três estações: Comendador Sant'Anna, M'Boi Mirim e Jardim Ângela (a princípio, as duas primeiras deveriam chamar-se Parque Santo Dias e São João), devendo beneficiar cerca de novecentas mil pessoas. Em julho de 2013, o governador Geraldo Alckmin anunciou a intenção de obter recursos do governo federal para a obra, estimada em dois bilhões de reais. "Se não puder ser a fundo perdido, pode ser também financiamento", declarou Alckmin.

#### ViaMobilidade (2018 - presente)
A expansão da Linha 5 ao Jardim Ângela foi prometida em campanha das Eleições estaduais em São Paulo em 2018 pelo candidato João Dória (PSDB), que prometeu inaugurar o projeto até o final de 2022. Em outubro de 2019, já eleito, o governador Doria decidiu negociar com a ViaMobilidade para que ela realizasse a obra de expansão, pois segundo o próprio Governo do Estado, “estamos procurando mitigar [os problemas] e encontrar a melhor solução. Se é uma obra que será realizada após essa solução pelo governo do estado ou se é uma obra que pode ser realizada pelo atual consórcio. Essas são as possibilidades muito claras, e que dentro dessas possibilidades estarão também a realização dos projetos, sejam básicos, sejam executivos e as escolhas das estações e das diretrizes para uma obra como essa se dará no contexto da execução de um projeto”, disse Alexandre Baldy, Secretário de Transportes. O financiamento ficaria a cargo totalmente por parte da concessionária, e haveria um reequilíbro econômico do contrato de concessão, a fim de contrabalancear o investimento não previsto inicialmente no contrato.
Em março de 2021 Dória anunciou a contratação dos projetos funcional, básico e executivo, que foram bancados pela concessionária, pelo prazo de dois anos. Ao contrário do se previsto, a extensão terá apenas mais duas estações: Comendador Sant'Anna e Jardim Ângela. O novo trecho, de 4,4 quilômetros de extensão, seguirá em via elevada até Comendador Sant'anna e depois subterraneamente até o novo terminal. As obras também contemplarão a canalização do Córrego Capão Redondo e o prolongamento da Avenida Carlos Caldeira Filho. Apesar da promessa de início das obras, Dória deixou o cargo em março de 2022 e nenhuma obra havia sido contratada.
A promessa de expansão foi reavivada nas Eleições estaduais em São Paulo em 2022 pelos candidatos ao governo Rodrigo Garcia (PSDB) e Fernando Haddad (PT). Enquanto isso, o candidato Tarcísio de Freitas (Republicanos) não citou a expansão durante a campanha e limitou-se a prometer expandir o metrô para regiões periféricas de São Paulo, citando Paraisópolis e até o município de Cotia. Apesar de eleito governador, Tarcísio perdeu a eleição na região do Jardim Ângela para Haddad.
Depois de eleito, Tarcísio prometeu o início das obras da expansão para 2024.
No dia 21 de junho de 2024, o governador do Estado de São Paulo Tarcísio de Freitas, juntamente com o prefeito Ricardo Nunes, assinou o termo de aditivo para elaboração dos estudos de viabilidade e dos projetos executivos para a extensão da Linha 5-Lilás de metrô até o Jardim Ângela, no projeto, estarão previstos mais 4,3km de trilhos e duas novas estações sendo Comendador Sant'Anna e Jardim Ângela.
Apesar da promessa de Tarcísio do início de obras em 2024, a expectativa era de que as obras começassem no primeiro trimestre de 2025 e fossem concluídas, com o início da operação, em 2028.
No entanto, as obras não saíram do papel e a concessionária anunciou que pretende iniciá-las apenas em meados de 2026.
| Expansão Capão Redondo - Jardim Ângela | Expansão Capão Redondo - Jardim Ângela | Expansão Capão Redondo - Jardim Ângela | Expansão Capão Redondo - Jardim Ângela | Expansão Capão Redondo - Jardim Ângela | Expansão Capão Redondo - Jardim Ângela |
| Projeto | Metrô (2019)                           | ViaMobilidade (2025)                   |                                        |                                        |                                        |
| --- | -------------------------------------- | -------------------------------------- | -------------------------------------- | -------------------------------------- | -------------------------------------- |
| Extensão (m) | 4341                                   | 4900                                   |                                        |                                        |                                        |
| Estações | 3                                      | 2                                      |                                        |                                        |                                        |
| Demanda estimada (MDU)* | 200810                                 | 57810                                  |                                        |                                        |                                        |
| Custo estimado (R$) | 3,4 bilhões                            | 2,7 bilhões                            |                                        |                                        |                                        |
| Notas: - MDU: Média dos dias úteis Fontes: - Companhia do Metropolitano de São Paulo (2019) - Assembleia Legislativa do Estado de São Paulo (2025) - Concessionária ViaMobilidade (2025) |                                        |                                        |                                        |                                        |                                        |

### Expansão pós Chácara Klabin

#### Guarulhos
Após a apresentação do projeto entre Capão Redondo e Chácara Klabin em 1995, o governo do estado lançou o Plano Integrado de Transportes Urbanos para 2020 (PITU 2020). No PITU 2020 foi proposta a expansão da Linha 5 entre Chácara Klabin e Guarulhos, numa extensão de 19,2 quilômetros e quatorze estações (Jardim da Glória, Ricardo Jafet, Independência, Cambuci, Paes de Barros, Vila Bertioga, Água Rasa, Gomes Cardim, Carrão, Guaiaúna, Tiquatira, Ponte Grande, Vila Endres e Guarulhos).
A Companhia do Metropolitano revisou o plano do PITU 2020 na década de 2000 e lançou dois projetos: Rede Azul e Rede Distributiva. Na Rede Azul, a Linha 5 seria ampliada de Chácara Klabin a Guarulhos, porém seguindo outro traçado, totalizando 27 quilômetros de linha e dezenove estações (Jardim da Glória, Aclimação, Cambuci, Glicério, Pedro II, Brás, Pari, Coroa, Vila Guilherme, Vila Medeiros, Jardim Brasil, Edu Chaves, Vila Endres, Guarulhos, Bosque Maia, Macedo, Bela Vista, Praça Oito e Aeroporto Internacional de São Paulo-Guarulhos). Na Rede Distributiva, a Liha 5 seria encerrada na estação Chácara Klabin e seria terminal de uma segunda linha de 11, 8 quilômetros até a estação Tietê.
Esses projetos não saíram do papel por falta de recursos para financiamento e seus traçados foram reaproveitados por outras linhas, como a 13 - Jade, que hoje atende o Aeroporto de Guarulhos, e a 19 - Celeste(em projeto), que atenderá ao centro de Guarulhos e ao Bosque Maia.

#### Ipiranga

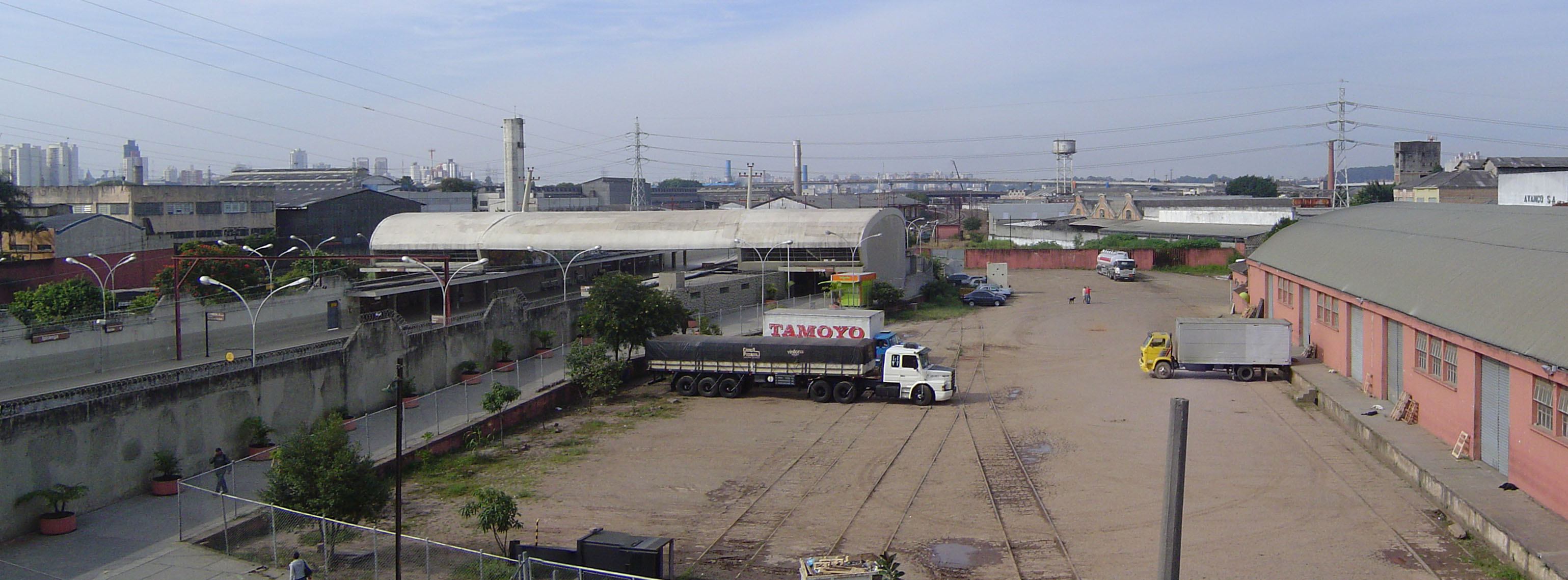
Região da estação Ipiranga, atual região estudada para a expansão da Linha 5

No início de 2019 foi publicado um relatório de gestão pelo Metrô em que foi demonstrada a intenção de expandir a linha ao norte, com o novo terminal passando a ser a Estação Ipiranga, culminando na interligação da Linha 5 com as linhas 10–Turquesa e 15–Prata (quando a respectiva estação desta linha também estiver concluída). A proposta de expansão apareceu no Relatório Integrado de 2019, estando em fase embrionária de projeto.
Em uma revisão do plano, a Companhia do Metropolitano divulgou uma alteração no traçado, com o terminal alterado de Ipiranga para a futura estação "São Carlos".

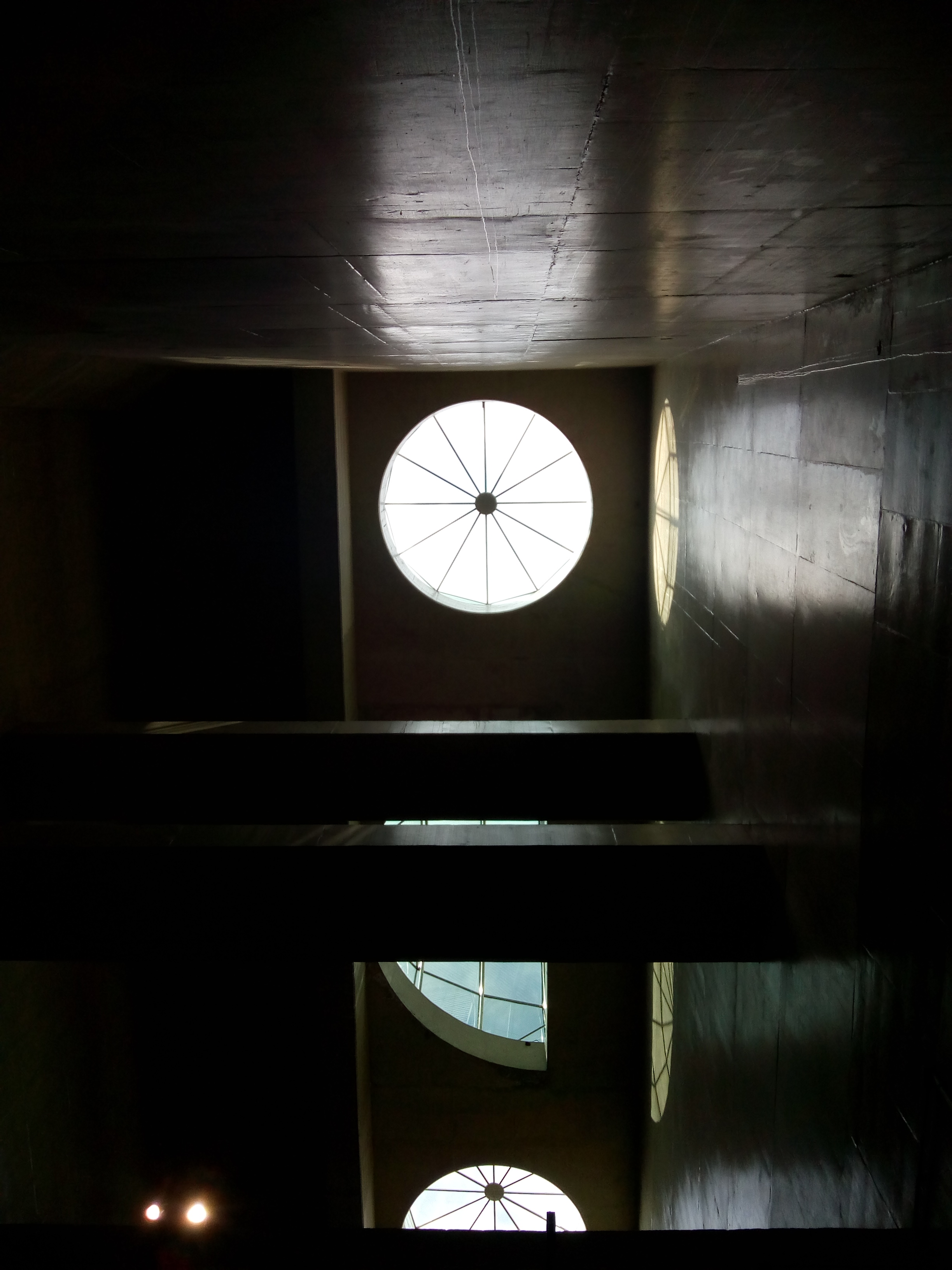
Estrutura de vidro e aço para iluminação natural na Estação Eucaliptos
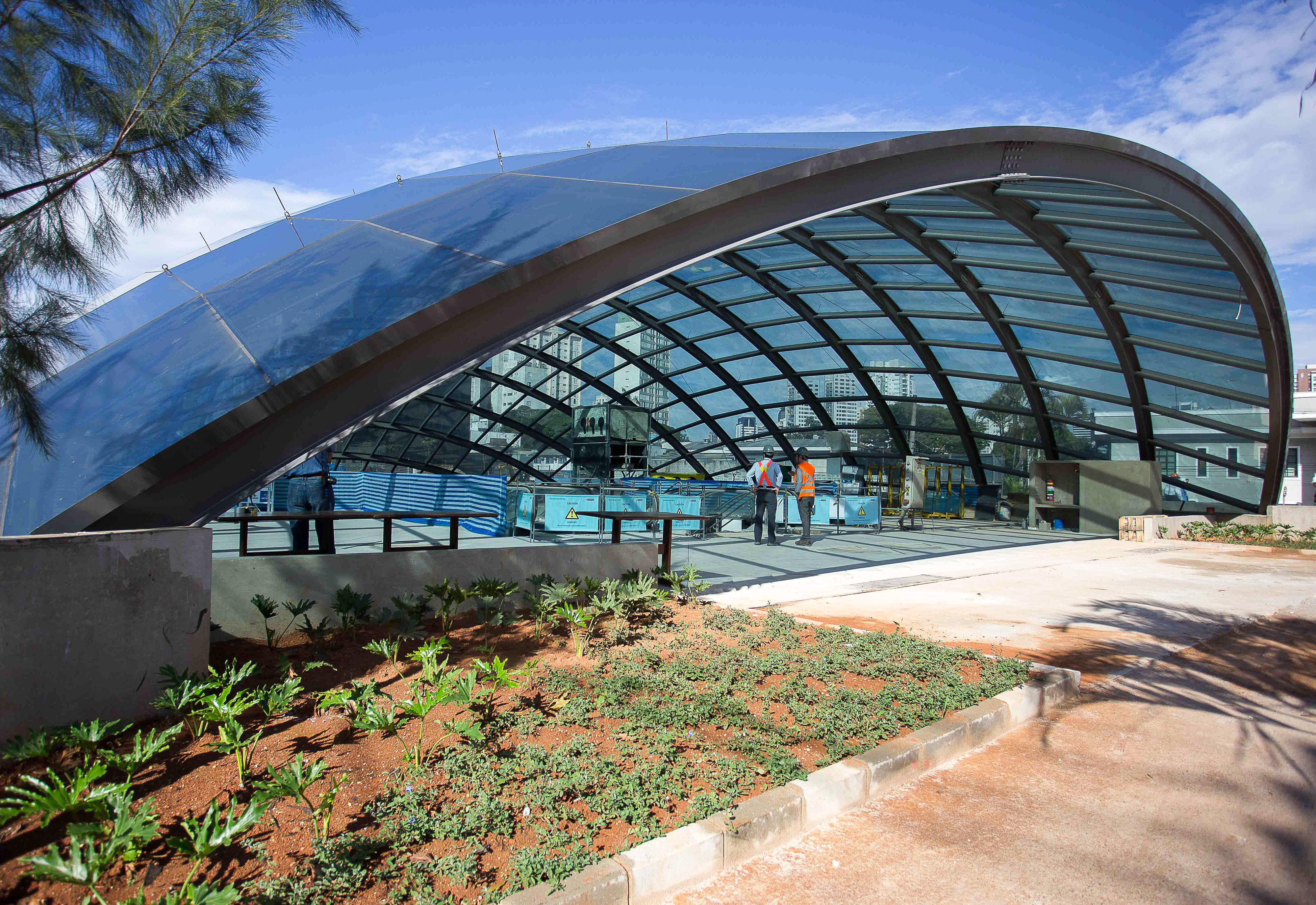
Obras da Estação Brooklin
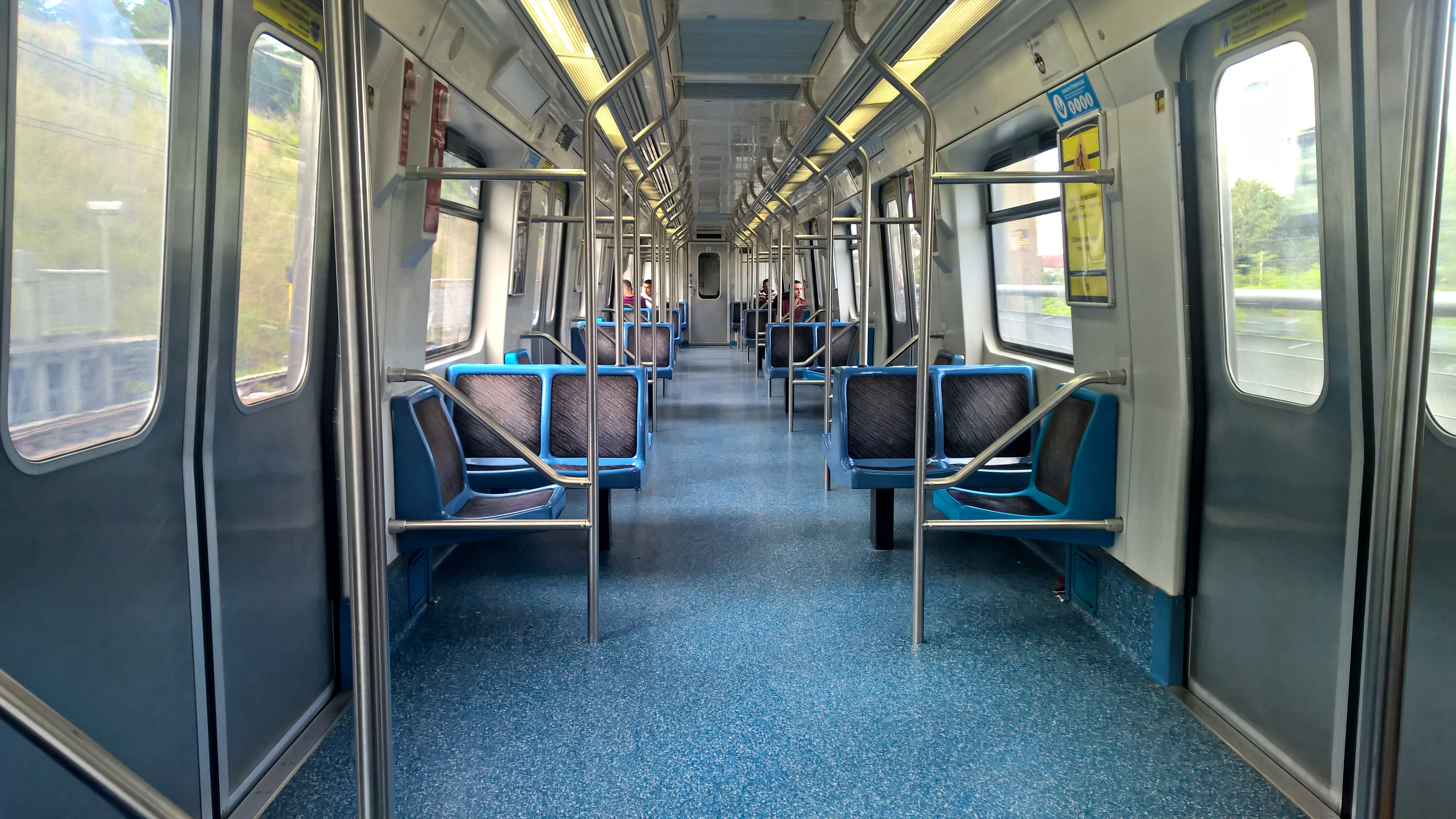
Salão de passageiros de uma das composições da Frota F
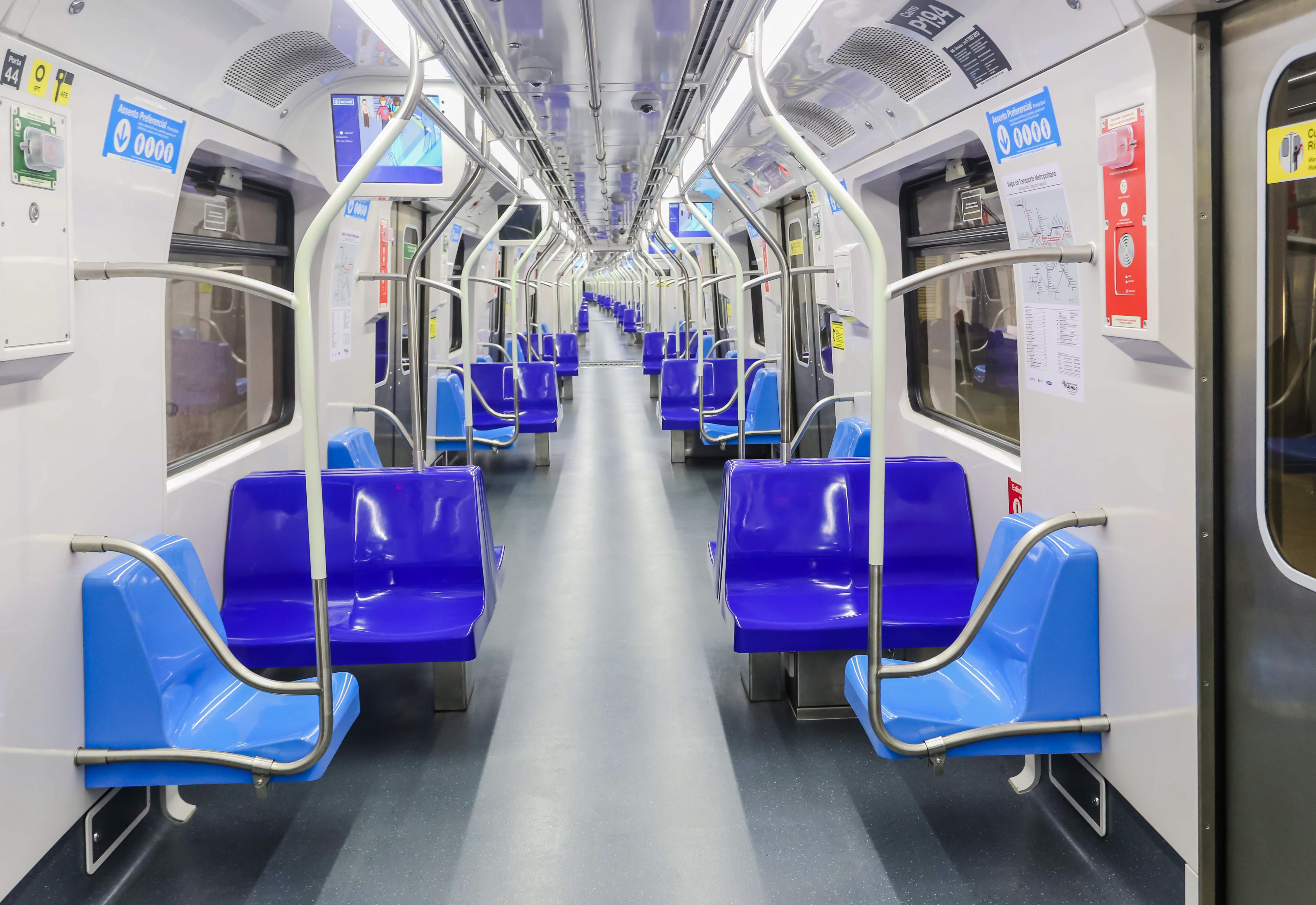
Interior de uma das composições da Frota P

## Características

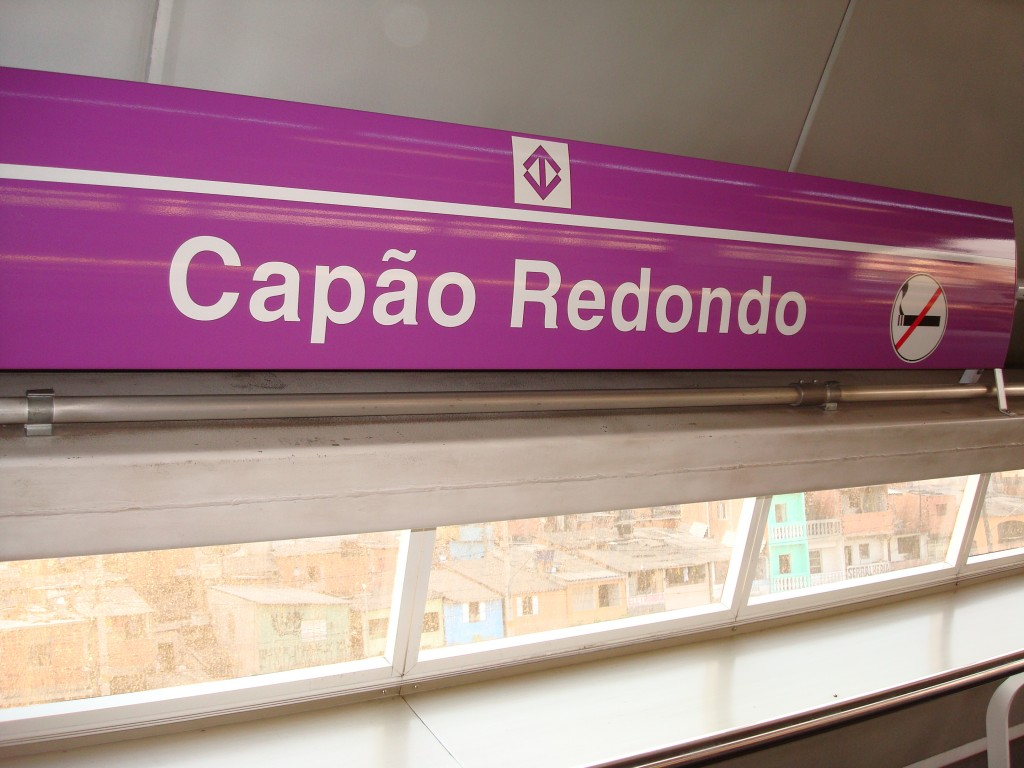
Antiga placa de identificação da Estação Capão Redondo

A linha forma, em conjunto com as linhas 1–Azul, 2–Verde (do Metrô) e 9–Esmeralda (do Trem Metropolitano), uma malha de alta capacidade, ligando o bairro de Santo Amaro a importantes polos de atividades terciárias, como Moema, Vila Mariana e Brooklin. De início, moradores e comerciantes da região de Santo Amaro estavam preocupados com um possível aumento do tráfego de ônibus na região, especialmente por causa da Estação Adolfo Pinheiro, que ocuparia 30,5 mil metros quadrados no bairro, mas a diretoria do metrô garantiu, em 27 de junho de 2008, que nenhuma nova linha de ônibus seria criada por ali. A expectativa em 2009 era de que casas e apartamentos na Avenida Santo Amaro tivessem uma valorização de até 50% quando a linha ficasse pronta.
O trecho entre as estações Capão Redondo e Santo Amaro é elevado, com os trilhos entre Capão Redondo e Campo Limpo estando em superfície, enquanto entre Largo Treze e Chácara Klabin a linha é subterrânea. A Estação Santo Amaro foi construída em uma ponte estaiada (sendo a primeira estação com essa característica no Brasil), por onde a linha passa exatamente sobre a confluência dos rios Jurubatuba e Guarapiranga, que formam o Rio Pinheiros.
As estações Alto da Boa Vista, Borba Gato, Brooklin e Campo Belo possuem plataforma central, enquanto as demais estações possuem plataformas laterais.
Todas as estações da Linha 5–Lilás operam com portas de plataforma, que visam proporcionar mais segurança aos usuários do Metrô. A Estação Adolfo Pinheiro foi a primeira da linha a contar com o equipamento, já em sua inauguração, em fevereiro de 2014, enquanto a Estação Santo Amaro foi a última a ter o aparato em operação, em março de 2022.
Atualmente, o intervalo entre as partidas é de 165 segundos, com intervalo mínimo projetado (com o máximo de composições em circulação e sem imprevistos) de 75 segundos.

### Datas-marco
| Data                    | Evento |
| ----------------------- | --- |
| Março de 1998           | Início dos trabalhos de construção da linha pela CPTM, sob a denominação "Linha G" |
| 2001                    | O Governo do Estado de São Paulo transferiu a operação da Linha para a Companhia do Metropolitano de São Paulo, passando a chamar-se "Linha 5–Lilás"                                                                     |
| 20 de outubro de 2002   | Inauguração do trecho Capão Redondo–Largo Treze, operando das 10 às 15 horas |
| 28 de outubro de 2002   | Início da operação comercial das 9 às 15 horas |
| 18 de novembro de 2002  | Início da operação comercial das 8 às 15 horas |
| 16 de dezembro de 2002  | Início da operação comercial das 7 às 16 horas |
| 5 de fevereiro de 2003  | Início da operação comercial das 6 às 20 horas |
| 4 de agosto de 2003     | Início da operação comercial das 5 às 22 horas |
| 10 de agosto de 2008    | Início da operação aos domingos e feriados |
| 17 de agosto de 2009    | Início da construção da Estação Adolfo Pinheiro |
| 23 de julho de 2011     | Retomada das obras de expansão da linha |
| 12 de fevereiro de 2014 | Inauguração da Estação Adolfo Pinheiro |
| 12 de março de 2017     | Sistema CBTC e novos trens da frota P estreiam na linha |
| 6 de setembro de 2017   | Inauguração do trecho Alto da Boa Vista–Brooklin, operando das 10 às 15 horas |
| 13 de novembro de 2017  | Trecho Alto da Boa Vista–Estação Brooklin passa a operar das 9 às 16 horas |
| 27 de novembro de 2017  | Inicio da operação comercial do trecho Alto da Boa Vista–Brooklin |
| 2 de março de 2018      | Inauguração da Estação Eucaliptos |
| 2 de abril de 2018      | Operação comercial da Estação Eucaliptos |
| 5 de abril de 2018      | Inauguração da Estação Moema |
| 4 de agosto de 2018     | O Metrô de São Paulo passa o comando da Linha para a concessionária ViaMobilidade |
| 31 de agosto de 2018    | Inauguração da Estação AACD-Servidor e operação comercial da Estação Moema |
| 15 de setembro de 2018  | Operação comercial da Estação AACD-Servidor |
| 28 de setembro de 2018  | Inauguração da Estação Hospital São Paulo e finalização da interligação da Linha 5 com as linhas 1–Azul e a 2–Verde, nas estações Santa Cruz e Chácara Klabin, respectivamente inicialmente operando das 10 às 15 horas. |
| 13 de outubro de 2018   | Operação comercial das estações Hospital São Paulo, Santa Cruz e Chácara Klabin |
| 8 de abril de 2019      | Conclusão da linha, inauguração da Estação Campo Belo |
| 13 de abril de 2019     | Operação comercial da Estação Campo Belo |

## Estações
| Sigla | Estação            | Plataformas | Posição     | Integração                                      | Distrito              | Inauguração             |
| ----- | ------------------ | ----------- | ----------- | ----------------------------------------------- | --------------------- | ----------------------- |
| CPR   | Capão Redondo      | Laterais    | Elevada     | Terminal Capão Redondo                          | Capão Redondo         | 20 de outubro de 2002   |
| CPL   | Campo Limpo        | Laterais    | Elevada     |                                                 | Campo Limpo           | 20 de outubro de 2002   |
| VBE   | Vila das Belezas   | Laterais    | Elevada     |                                                 | Vila Andrade          | 20 de outubro de 2002   |
| GGR   | Giovanni Gronchi   | Laterais    | Elevada     | Terminal João Dias                              | Vila Andrade          | 20 de outubro de 2002   |
| STA   | Santo Amaro        | Laterais    | Elevada     | Linha 9-Esmeralda e Terminal Guido Caloi        | Santo Amaro           | 20 de outubro de 2002   |
| LTR   | Largo Treze        | Laterais    | Subterrânea | Terminal Santo Amaro                            | Santo Amaro           | 20 de outubro de 2002   |
| APN   | Adolfo Pinheiro    | Laterais    | Subterrânea |                                                 | Santo Amaro           | 12 de fevereiro de 2014 |
| ABV   | Alto da Boa Vista  | Central     | Subterrânea |                                                 | Santo Amaro           | 6 de setembro de 2017   |
| BGA   | Borba Gato         | Central     | Subterrânea |                                                 | Santo Amaro           | 6 de setembro de 2017   |
| BRK   | Brooklin           | Central     | Subterrânea | Corredor Metropolitano Morumbi–Diadema          | Santo Amaro           | 6 de setembro de 2017   |
| CPB   | Campo Belo         | Central     | Subterrânea | Futuramente terá integração com a Linha 17-Ouro | Campo Belo/Itaim Bibi | 8 de abril de 2019      |
| ECT   | Eucaliptos         | Laterais    | Subterrânea |                                                 | Moema                 | 2 de março de 2018      |
| MOE   | Moema              | Laterais    | Subterrânea |                                                 | Moema                 | 5 de abril de 2018      |
| SER   | AACD-Servidor      | Laterais    | Subterrânea |                                                 | Moema                 | 31 de agosto de 2018    |
| HSP   | Hospital São Paulo | Laterais    | Subterrânea |                                                 | Vila Mariana          | 28 de setembro de 2018  |
| SCZ   | Santa Cruz         | Laterais    | Subterrânea | Linha 1-Azul e Terminal Santa Cruz              | Vila Mariana          | 28 de setembro de 2018  |
| CKB   | Chácara Klabin     | Laterais    | Subterrânea | Linha 2-Verde                                   | Vila Mariana          | 28 de setembro de 2018  |

## Demanda

### Passageiros transportados
| Passageiros transportados na Linha 5 - Lilás por ano | Passageiros transportados na Linha 5 - Lilás por ano | Passageiros transportados na Linha 5 - Lilás por ano | Passageiros transportados na Linha 5 - Lilás por ano | Passageiros transportados na Linha 5 - Lilás por ano | Passageiros transportados na Linha 5 - Lilás por ano |
| Ano | Quantidade                                           | Ano                                                  | Quantidade                                           | Ano                                                  | Quantidade                                           |
| --- | ---------------------------------------------------- | ---------------------------------------------------- | ---------------------------------------------------- | ---------------------------------------------------- | ---------------------------------------------------- |
| 2002 | 1 790 000                                            | 2011                                                 | 63 332 000                                           | 2020                                                 | 98 300 000                                           |
| 2003 | 3 336 000                                            | 2012                                                 | 74 690 000                                           | 2021                                                 | 109 700 000                                          |
| 2004 | 6 624 000                                            | 2013                                                 | 77 971 020                                           | 2022                                                 | 143 200 000                                          |
| 2005 | 13 362 000                                           | 2014                                                 | 79 734 627                                           | 2023                                                 | 154 900 000                                          |
| 2006 | 18 475 000                                           | 2015                                                 | 79 748 219                                           | 2024                                                 | 167 400 000 (c)                                      |
| 2007 | 24 422 000                                           | 2016                                                 | 78 017 000                                           |                                                      |                                                      |
| 2008 | N/D a                                                | 2017                                                 | 74 331 000                                           |                                                      |                                                      |
| 2009 | 38 929 000                                           | 2018                                                 | 98 520 000 b                                         |                                                      |                                                      |
| 2010 | 49 112 000                                           | 2019                                                 | 166 800 000                                          |                                                      |                                                      |
| Notas: - a - N/D Não disponível - b - Em 2018: 48920000 (CMSP jan-jul)/49600000 (VM ago-dez) - c - Recorde de passageiros Fontes: - Companhia do Metropolitano de São Paulo: 2004, 2005,2006, 2007, 2009, 2010, 2011, 2012, 2013-2015, 2016, 2017, 2018, 2019-2022 2023 - Fundação SEADE 2002 e 2003 - Via Mobilidade 2018 2024 |                                                      |                                                      |                                                      |                                                      |                                                      |

## Frota
A Linha 5–Lilás possui uma frota total de 34 trens em operação, divididos em duas frotas: 
- 8 Alstom Metropolis A48, que são a Frota F[140][141]
- 26 CAF, que são a Frota P[140][141]

## Sinalização
| Evolução do intervalo mínimo programado entre trens (em segundos) | Evolução do intervalo mínimo programado entre trens (em segundos) | Evolução do intervalo mínimo programado entre trens (em segundos) | Evolução do intervalo mínimo programado entre trens (em segundos) | Evolução do intervalo mínimo programado entre trens (em segundos) | Evolução do intervalo mínimo programado entre trens (em segundos) | Evolução do intervalo mínimo programado entre trens (em segundos) | Evolução do intervalo mínimo programado entre trens (em segundos) | Evolução do intervalo mínimo programado entre trens (em segundos) | Evolução do intervalo mínimo programado entre trens (em segundos) | Evolução do intervalo mínimo programado entre trens (em segundos) | Evolução do intervalo mínimo programado entre trens (em segundos) | Evolução do intervalo mínimo programado entre trens (em segundos) | Evolução do intervalo mínimo programado entre trens (em segundos) |
| 2003                                                              | 2010                                                              | 2016                                                              | 2017                                                              | 2019                                                              | 2020                                                              |                                                                   |                                                                   |                                                                   |                                                                   |                                                                   |                                                                   |                                                                   |                                                                   |
| ----------------------------------------------------------------- | ----------------------------------------------------------------- | ----------------------------------------------------------------- | ----------------------------------------------------------------- | ----------------------------------------------------------------- | ----------------------------------------------------------------- | ----------------------------------------------------------------- | ----------------------------------------------------------------- | ----------------------------------------------------------------- | ----------------------------------------------------------------- | ----------------------------------------------------------------- | ----------------------------------------------------------------- | ----------------------------------------------------------------- | ----------------------------------------------------------------- |
| 399                                                               | 222                                                               | 269                                                               | 184                                                               | 171                                                               | 176                                                               |                                                                   |                                                                   |                                                                   |                                                                   |                                                                   |                                                                   |                                                                   |                                                                   |
| Fontes: Metrô SP 2003 2010 2016 e 2017, 2019, 2020                |                                                                   |                                                                   |                                                                   |                                                                   |                                                                   |                                                                   |                                                                   |                                                                   |                                                                   |                                                                   |                                                                   |                                                                   |                                                                   |

## Incidentes
Em 6 de maio de 2025, um passageiro ficou preso em um vão que existia entre as portas de plataforma (PSDs, da sigla em inglês) e as do trem, na estação Campo Limpo, sofrendo ferimentos fatais após a partida do trem. Este incidente, o primeiro envolvendo os equipamentos, ensejou diversas cobranças da população geral e da mídia sobre tanto a concessionária quanto a Companhia do Metrô, uma vez que foi revelado que a ViaMobilidade já havia descoberto e analisado esta possibilidade de acidente, tendo inclusive desenvolvido uma solução para ele - na forma de barreiras de proteção que ocupariam o vão, impedindo o fechamento das portas e a partida dos trens - mas que foi barrada pela companhia do estado. Além disso, as portas de plataforma da linha 5-Lilás estão entre as poucas do sistema em que tanto há espaço para um passageiro entre as PSDs e as portas de um trem quanto não há um mecanismo que detecte a presença de alguém ou de algum objeto nesse espaço. Após a ocorrência, diversas mudanças foram adotadas em todas as linhas do sistema que possuem estas portas: na própria linha 5, foi aumentado o volume do gongo de fechamento de portas, foram instaladas as barreiras que a concessionária desenvolvera e testara anos antes e um botão de segurança foi instalado em alguns módulos de portas, além de ser projetado um detector de presença no vão, como o que já fora instalado nos módulos novos das linhas 1-Azul, 2-Verde e 3-Vermelha. Nas demais linhas, foram reforçados a presença de seguranças nas plataformas e os sistemas de detecção e alarme das portas já instaladas.